# Holopogon caesariatus
Holopogon caesariatus är en tvåvingeart som beskrevs av Martin 1959. Holopogon caesariatus ingår i släktet Holopogon och familjen rovflugor. Inga underarter finns listade i Catalogue of Life.